# ラオス国営テレビ
ラオス国営テレビ (英語：Lao National Television、略称 LNTV、フランス語：Télévision Nationale Lao) は、ラオス国営（公共放送）のテレビ放送局である。

## 沿革
- 1983年に「ラオス国営ラジオ（LNR）」との共同運営で設立。首都ヴィエンチャンのみで、チャンネル8で一日3時間の放送で開始。
- 1993年に独立組織となった。タイとの協議でM.C.O.T.チャンネル9に変更。日本とベトナムの援助により、新しい放送センターを開設。
- 1994年、タイとの共同出資でTV3を開局。2002年にLNTVのネットワークに組み込まれた。
- 2002年、フランスTV5との共同出資でフランス語放送のTV5を開局。2004年に契約延長せず休止された。中国中央テレビとの提携でTV7の開局を検討中。

## チャンネル構成
- 現在は2つのチャンネルで放送を行っている。

- TV1（チャンネル9）：一日13.5時間、ニュース、時事番組中心
- TV3（チャンネル3）：一日8〜10時間、娯楽番組中心

現在、放送衛星アジアサット（Asiasat）を使用し、ラオス全土へ放送しているが、ルアンパバーン県やサワンナケート県などでは地方局制作の番組も増えている。